# Кобилянський Іван Йосипович
Іван Йосипович Кобилянський (21 травня 1940, с. Білобожниця Чортківського району Тернопільської області — 24 березня 1997, м. Тернопіль) — український диригент, композитор, діяч культури. Заслужений працівник культури України (1988).

## Життєпис
Закінчив Чортківське педагогічне училище (1960, нині гуманітарно-педагогічний коледж), Тернопільський педагогічний інститут (1982, нині національний педагогічний університет).
Працював у середній школі Кременця і Тернополя.
Від 1968 — організатор і художній керівник хору Тернопільського бавовняного комбінату (від 1970 — народний самодіяльний хор ВО «Текстерно», від 1998 — народний хор «Текстильник» ім. І. Кобилянського).
1977—1982 — керівник хору в Тернопільському педагогічному інституті (нині національний педагогічний університет) та колективів інших вищих навчальних закладів Тернополя.
1974—1982 — директор Будинку самодіяльної творчості обласної ради профспілок, 1982—1984 — художній керівник ПК «Октябрь» (нині «Березіль»), 1985—1991 — заступник голови Тернопільської обласного відділу Музичного товариства України, від 1991 — відповідальний секретар обласного відділу Всеукраїнської музичної спілки, від 1992 — директор ПК «Текстильник».

## Доробок
Записував і обробляв обрядові та весільні пісні, колядки, щедрівки та інші хорові твори, автор музики до пісень, віршів.